# عبد الله علي العبد الله السالم الصباح
الشيخ عبدالله علي العبدالله السالم الصباح، اقتصادي كويتي ، وزير الدفاع منذ 4 فبراير 2025 وكان سابقاً وزيراً للدفاع خلال الفترة 16 أكتوبر 2022 حتى 9 أبريل 2023.

## عن حياته
هو نجل الشيخ علي العبد الله السالم الصباح محافظ محافظة مبارك الكبير السابق، وحفيد أمير الكويت الأسبق الشيخ عبد الله السالم الصباح ، حاصل على شهادة بكالوريوس تخصص إدارة الأعمال من جامعة البحرين وشهادة في التحليل المالي من جامعة نيويوك بالولايات المتحدة الأمريكية.
في 17 مايو 2021 عُين رئيساً للإدارة العامة للطيران المدني.
وفي 16 أكتوبر 2022 صدر مرسومٌ بإعادة تشكيل الحكومة حيث عُين وزيراً للدفاع وشغل المنصب حتى 9 أبريل 2023.
وفي 4 فبراير 2025 صدر مرسوماً بتعينه وزيراً للدفاع.

## حياته العائلية
الشيخ عبد الله علي العبد الله السالم الصباح متزوج ولديه من الابناء :
- الشيخ سعد.
- الشيخ خالد.
- الشيخة لولوة.
- الشيخ علي.
- الشيخ سالم.
- الشيخة فاطمه.
- الشيخة مريم.